# Hypocreomycetidae
Hypocreomycetidae é uma subclasse de Sordariomycetes. Trata-se de um grupo monofilético criado essencialmente com base em critérios de biologia molecular.

## Descrição
Hypocreomycetidae, de acordo com um vasto estudo filogenético realizado em 2007  inclui quatro ordens: Coronophorales, Hypocreales, Melanosporales, Microascales, que apresentam as características seguintes: frutificações são peritécios ou mais raramente cleistotécios. Na maioria dos casos, não existem verdadeiras paráfises. Os ascos são inoperculados, unitunicados ou pseudoprototunicados.

## Sistemática
Classificada como uma das três subclasses de Sordariomycetes, Hypocreomycetidae, (junto com Sordariomycetidae e Xylariomycetidae),
 um estudo de 2006 estableceu o cladograma de Hypocreomycetidae como segue:
```
         ┌── 
Coronophorales

   ┌─────┤ 
   │     └── 
Melanosporales

   │
 ┌─┤     ┌── 
Verticillium dahliae
, um 
anamorfo

 │ │   ┌─┤ 
 │ └───┤ └── 
Glomerellaceae

─┤     │
 │     └──── 
Microascales
 (inclui 
Halosphaeriales
)
 │
 └────────── 
Hypocreales
```

## Ligacções externas
- (em inglês) Tree of Life Web Project : Hypocreomycetidae
- Mycobank